# تحفيز مغناطيسي للدماغ
التحفيز المغناطيسي عبر الجمجمة (بالإنجليزية: Transcranial magnetic stimulation)‏ ويعرف اختصاراً (TMS) هو طريقة يستخدم فيها مجال مغناطيسي متغير لانتاج تيار كهربائي ليتدفق في منطقة صغيرة من الدماغ وذلك عن طريق الحث الكهرومغناطيسي. أثناء إجراء TMS، يوضع مولد مجال مغناطيسي أو «ملف»، بالقرب من رأس الشخص الذي يتلقى العلاج:3. يُوصّل الملف بمولد إشارة أو محرك، من شأنه أن يوفر تيار كهربائي متغير للملف.
يستخدم TMS تشخيصياً لقياس العلاقة بين الجهاز العصبي المركزي والعضلات الهيكلية لتقييم حجم الضرر في مجموعة واسعة من الأمراض، بما في ذلك السكتة الدماغية، والتصلب المتعدد، والتصلب الجانبي الضموري، واضطرابات الحركة، ومرض العصبون الحركي.
تشير الأدلة إلى أنه مفيد لألم الاعتلال العصبي والاضطراب الاكتئابي الشديد المقاوم للعلاج. وجدت مراجعة كوكرين لعام 2015 أنه لم يكن هناك ما يكفي من الأدلة لتحديد فعاليته في علاج الفصام. في حين وجدت مراجعة أخرى فعالية محتملة لعلاج الأعراض السلبية للفصام. اعتباراً من عام 2014، فإن جميع الاستخدامات الأخرى التي فُحِصَت خلال استخدام TMS المتكرر لها فقط احتمالية وجود أو عدم وجود فعالية سريرية.
إنّ تحديد مشاكل TMS للتمييز بين الآثار الفعلية للعلاج والعلاج الوهمي مسألة مهمة وصعبة تؤثر على نتائج التجارب السريرية. آثار TMS الضائرة غير شائعة، وتشمل الإغماء ونوبات الصرع نادراً. تتضمن التأثيرات الضائرة الأخرى لـ TMS الشعور بعدم الراحة أو الألم، والهوس الخفيف، والتغيرات الإداركية، وفقدان السمع، وتحفيز تيار غير مقصود في للأجهزة المزروعة مثل منظم ضربات القلب الطبيعي أو مزيل الرجفان.

## الاستخدامات الطبية
يمكن تقسيم استخدامات TMS إلى استخدامات تشخيصية وعلاجية.

### التشخيص
يمكن استخدام TMS سريريًا لقياس نشاط ووظائف دوائر دماغية محددة عند البشر. الاستخدام الأقوى والأكثر قبولاً على نطاق واسع هو قياس العلاقة بين القشرة الحركية الأولية والعضلات لتقييم الضرر الناتج عن السكتة الدماغية، والتصلب المتعدد، والتصلب الجانبي الضموري، واضطرابات الحركة، ومرض العصبون الحركي، والإصابات، وغيرها من الاضطرابات التي تؤثر على العصب الوجهي والأعصاب القحفية الأخرى والحبل الشوكي. اُقْتُرِح TMS كوسيلة لتقييم التثبيط بين القشري قصير المدى (SICI) الذي يقيس المسارات الداخلية للقشرة الحركية، ولكن لم يُتَحَقَق من صحة هذا الاستخدام حتى الآن.

### العلاج
يبدو استخدام TMS المتكرر (rTMS) عالي التردد (HF) فعالاً في حالة ألم اعتلال الأعصاب، كون علاجه قليل الفعالية. بالنسبة للاضطراب الاكتئابي الشديد المقاوم للعلاج، فإن استخدام HF-rTMS للقشرة أمام الجبهية الظهرانية الوحشية اليسرى فعال، ولاستخدام منخفض التردد (LF(rTMS للقشرة أمام الجبهية الظهرانية الوحشية اليمنى فعالية محتملة. وافقت كلية أستراليا الملكية وكلية نيوزيلندا للأطباء النفسيين على rTMS لمعالجة الاضطراب الاكتئابي الشديد المقاوم للعلاج. اعتباراً من أكتوبر 2008، أجازت إدارة الغذاء والدواء الأمريكية استخدام rTMS كعلاج فعال للاكتئاب السريري.

## الآثار الضارة
على الرغم من أن TMS يعتبر بشكل عام آمنًا، إلا أنّ المخاطر تزداد في حالة استخدام rTMS لأغراض علاجية مقارنةً بـ TMS الأحادي أو الثنائي المستخدم لأغراض تشخيصية. [16] في مجال TMS العلاجي، تزيد المخاطر مع ترددات أعلى.
إن أكبر خطر فوري يمكن أن يحدث هو الإغماء وهذا نادر، وأيضاً النوبات التي هي أقل شيوعاً.
تتضمن الآثار الضارة الأخرى قصيرة المدى لـ TMS الانزعاج أو الألم، والتأثير المؤقت للهوس الخفيف، والتغيرات الإدراكية المؤقتة، وفقدان السمع المؤقت، والضعف المؤقت للذاكرة، والتيارات المستحثة في الدوائر الكهربائية في الأجهزة المزروعة.

## الأجهزة والاجراءات
خلال إجراء التحفيز المغناطيسي عبر الجمجمة (TMS)، يُوضَع مولد المجال المغناطيسي، أو «ملف» بالقرب من رأس الشخص الذي يتلقى العلاج.:3 ينتج الملف تيارات كهربائية صغيرة في منطقة الدماغ التي تقع تحت الملف عن طريق الحث الكهرومغناطيسي. يُوضَع الملف عن طريق العثور على معالم تشريحية في الجمجمة بما في ذلك، على سبيل المثال لا الحصر، القمحدوة والأنيفى. يتصل الملف بمولد إشارة، أو مُحرك يوفر تيارًا كهربائيًا للملف.
توفر معظم الأجهزة مجالًا مغناطيسيًا ضحلًا يؤثر غالباً على الخلايا العصبية الموجودة على سطح الدماغ، ويُوَفَّر هذا المجال بملف على شكل رقم 8. يمكن لبعض الأجهزة توفير المجالات المغناطيسية التي يمكن أن تخترق بشكل أعمق، ويستخدم لهذا الغرض «TMS العميق»، وله أنواع مختلفة من الملفات بما في ذلك ملف H، وملف C-core، وملف التاج الدائري. اعتبارًا من عام 2013، تعتبر ملفات H المستخدمة في الأجهزة التي صنعتها شركة Brainsway هي الأكثر تطورًا.

## المجتمع والثقافة

### الموافقات التنظيمية

#### التخطيط لجراحة المخ والأعصاب
حصلت شركة Nexstim على تصريح 510(k) من قبل إدارة الغذاء والدواء الأمريكية لتقييم القشرة الحركية الأولية من أجل التخطيط ما قبل الإجرائي في ديسمبر 2009  وللتخطيط لجراحة الأعصاب في يونيو 2011.

#### الاكتئاب
حصل عدد من TMS العميق على تصريح 510 k من قبل إدارة الغذاء والدواء الأمريكية ليتواجد في السوق وتستخدم في البالغين الذين يعانون من اضطرابات اكتئابية شديدة مقاومة للعلاج.

#### الصداع النصفي
تمت الموافقة على استخدام TMS أحادي-النبضة من قبل إدارة الغذاء والدواء الأمريكية لعلاج الصداع النصفي في ديسمبر 2013. اُعْتُمِد كجهاز طبي من الفئة الثانية تحت «مسار دي نوفو».

### أخرى
في المنطقة الاقتصادية الأوروبية، هناك إصدارات عديدة من ملفات H الخاصة بـTMS العميق تحمل علامة CE لمرض الزهايمر،  والتوحد، والاضطراب ثنائي القطب، والصرع  والألم المزمن  والاضطراب الاكتئابي الشديد  ومرض باركنسون، واضطراب ما بعد الصدمة، وانفصام الشخصية (الأعراض السلبية) ، والمساعدة في الإقلاع عن التدخين. وجدت مراجعة واحدة فائدة أولية لتعزيز الإدراك في الأشخاص الأصحاء.

### التأمين الصحي

#### الولايات المتحدة الأمريكية

##### التأمين الصحي التجاري
في عام 2013، غطت العديد من خطط التأمين الصحي التجاري في الولايات المتحدة، بما في ذلك شركات: Anthem و Health Net و Blue Cross Blue Shield في نبراسكا ورود آيلاند، علاج الاكتئاب باستخدام TMS للمرة الأولى. في المقابل، أصدرت شركة UNHealthcare سياسة طبية لـ TMS في عام 2013 والتي ذكرت أن الأدلة غير كافية على أن هذا الإجراء مفيد للمرضى الذين يعانون من الاكتئاب. لاحظت شركة UNHealthcare أن المخاوف المنهجية التي أثيرت حول الأدلة العلمية التي تدرس استخدام TMS للاكتئاب تشمل عينة دراسة صغير الحجم، وعدم وجود مقارنة كاذبة مصادق عليها في الدراسات العشوائية المضبوطة، والاستخدامات المتغيرة للنتائج. خطط التأمين التجاري الأخرى التي نصت سياسات التغطية الطبية الخاصة بها عام 2013 على أن دور TMS في علاج الاكتئاب والاضطرابات الأخرى لم يُحَدَّد بشكل واضح أو لا يزال قيد البحث وهذه الخطط تشمل شركات: Aetna و Cigna و Regence.

##### الرعاية الطبية
تختلف السياسات الخاصة بالتغطية الطبية بين السلطات القضائية المحلية في نظام الرعاية الصحية، وتختلف التغطية الطبية لـ TMS بين الولايات القضائية ومع الوقت. فمثلاً:
- في أوائل عام 2012 في نيو إنجلاند، غطى الرعاية الطبية للـ TMS للمرة الأولى في الولايات المتحدة.[39] ومع ذلك، قررت هذه الولاية فيما بعد إنهاء التغطية بعد أكتوبر 2013.[40]
- في أغسطس عام 2012، قررت السلطات القضائية في كلٍ من أركنسو، ولويزيانا، وميسيسيبي، وكولورادو، وتكساس، وأوكلاهوما، ونيو مكسيكو أنه لا توجد أدلة كافية لتغطية العلاج،[41] ولكن قررت السلطات القضائية نفسها لاحقًا أن الرعاية الطبية ستغطي TMS للعلاج من الاكتئاب بعد ديسمبر 2013.[42]

#### الخدمات الصحية الوطنية في المملكة المتحدة
أصدر المعهد الوطني للصحة وتفوق الرعاية في المملكة المتحدة إرشادات إلى هيئة الصحة الوطنية في إنجلتراوويلز واسكتلندا وأيرلندا الشمالية. لا تتضمن إرشادات المعهد ما إذا كان ينبغي على هيئة الصحة الوطنية تمويل إجراء ما. تقوم الدوائر المحلية للهيئة (الرعاية الأولية والمستشفيات) باتخاذ قرارات بشأن التمويل بعد النظر في الفعالية السريرية للإجراء وما إذا كان الإجراء يمثل قيمة فعلية مقابل النقود بالنسبة إلى لهيئة الصحة الوطنية.
قام المعهد الوطني للصحة وتفوق الرعاية في المملكة المتحدة بتقييم استخدام TMS للاكتئاب الشديد في عام 2007، ثم وُضِع TMS تحت إعادة التقييم في يناير 2011 ولكن لم يتغير تقييمه. وجد المعهد أن TMS آمن، ولكن لا توجد أدلة كافية على فعاليته.
في يناير 2014، سجل المعهد نتائج تقييم TMS لعلاج ومنع الصداع النصفي. وجد المعهد أن استخدام TMS قصير الأجل آمن ولكن لا توجد أدلة كافية لتقييم سلامة استخدامه طويل الأجل والمتكررة. ووجد أن الأدلة على فعالية TMS لعلاج الصداع النصفي محدودة في الكمية، وأن الأدلة للوقاية من الصداع النصفي محدودة في كل من الجودة والكمية.

## معلومات تقنية

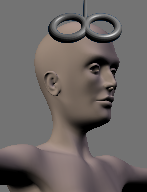
التحفيز المغناطيسي عبر الجمجمة (TMS) – ملفات على شكل فراشة

يستخدم TMS الحث الكهرومغناطيسي لتوليد تيار كهربائي عبر فروة الرأس والجمجمة دون ملامسة جسدية. يُوضَع ملف من السلك المغلف بالبلاستيك بجانب الجمجمة وعند تفعيلها، فإنها تنتج مجال مغناطيسي موجه بشكل متعامد على مستوي الملف. يمر المجال المغناطيسي دون عوائق من خلال الجلد والجمجمة، مما يؤدي إلى تيار معاكس في الدماغ ينشط الخلايا العصبية القريبة بنفس طريقة التنشيط التي تقوم بها التيارات الموجهة مباشرة على السطح القشري للدماغ.
يصعب تحديد مسار هذا التيار لأن الدماغ غير منتظم الشكل ولا تُوصل الكهرباء والمغناطيسية بشكل موحد عبر أنسجته. يكون المجال المغناطيسي بنفس قوة التصوير بالرنين المغناطيسي تقريباً، والإشارة الكهربائية لا تصل أكثر من 5 سنتيمترات في الدماغ إلا في حالة استخدام التحفيز المغناطيسي عبر الجمجمة العميق. يمكن أن يصل عمق TMS إلى 6 سم في الدماغ لتحفيز طبقات أعمق من القشرة الحركية، مثل تلك التي تتحكم في حركة الساق.

### آلية العمل
من قانون بيوت - سافارت
وقد تبين أن التيار المار عبر السلك يولد مجال مغناطيسي حول هذا السلك. يُحَقَّق التحفيز المغناطيسي عبر الجمجمة عن طريق تفريغ التيار بسرعة من مكثف كبير إلى ملف لإنتاج حقول مغناطيسية نابضة بين 2 و 3 تسلا. يمكن للمرء إما أن يزيل استقطاب أو ينشأ فرط استقطاب في الخلايا العصبية في الدماغ، من خلال توجيه نبض المجال المغنطيسي في منطقة مستهدفة من الدماغ. تتسبب كثافة التدفق المغناطيسي الناتج عن التيار المار خلال الملف في مجال كهربائي كما هو موضح في معادلة ماكسويل-فاراداي،
يسبب هذا المجال الكهربائي تغييراً في تيار غشاء الخلايا العصبية، والذي يؤدي إلى إزالة الاستقطاب أو فرط الاستقطاب في الخلايا العصبية وإطلاق جهد الفعل.
التفاصيل الدقيقة لكيفية استكشاف وظائف TMS. يمكن تقسيم تأثير TMS إلى نوعين حسب نمط التحفيز:
- يسبب TMS أحادي أو مزدوج النبضة إزالة الاستقطاب في الخلايا العصبية في القشرة المخية الحديثة الموجودة في موقع التحفيز وانشاء جهد الفعل. إذا اُسْتُخْدِمَت في القشرة الحركية الأولية، فإنها تنتج نشاطًا عضليًا يُسمى بالجهد الكهربي الحركي المستثار (MEP) والذي يمكن تسجيله على تخطيط كهربائية العضل. إذا تم استخدامها على القشرة القذالية، فإن الشخص قد يدرك «الفوسفين» (ومضات ضوء). في معظم المناطق الأخرى من القشرة المخية، لا يختبر المشارك أي تأثير، ولكن قد يتغير سلوكه أو سلوكها بشكل طفيف (على سبيل المثال، وقت تفاعل أبطأ في المهام الادراكية)، أو يمكن الكشف عن التغيرات في نشاط الدماغ باستخدام أجهزة الاستشعار.[51]
- ينتج TMS المتكرر تأثير تدوم لفترة أطول وتستمر بعد الفترة الأولى للتحفيز. يمكن أن يزيد rTMS أو ينقص من استثارة السبيل القشري النخاعي اعتماداً على شدة التحفيز واتحاه الملف والتردد. آلية هذا التأثير غير واضحة، على الرغم من أن الاعتقاد السائد أن هذا التأثير يعكس التغيرات في فعالية التشابك العصبي المشابهة للتأييد طويل الأمد (LTP) والاكتئاب طويل الأمد.[52]

تم العثور على صور للتصوير بالرنين المغناطيسي تم تسجيلها خلال إجراء TMS للقشرة الحركية للدماغ، تتناسب بشكل وثيق للغاية مع التصوير المقطعي بالإصدار البوزيتروني الذي تنتجه الحركات الإرادية لعضلات اليد المحفزة بواسطة TMS، بدقة تصل إلى 5-22 ملم. كما تم اعتبار تحديد المناطق الحركية في الدماغ بواسطة TMS مرتبطًا ارتباطًا وثيقًا بـالتخطيط المغناطيسي للدماغ والتصوير بالرنين المغناطيسي الوظيفي.

### أنواع الملفات
قد يختلف تصميم ملفات التحفيز المغناطيسي عبر الجمجمة المستخدمة سواءً في العلاج أو الدراسات التشخيصية أو التجريبية. ينبغي النظر في هذه الاختلافات في تفسير أي نتيجة دراسة، ويجب تحديد نوع الملف المستخدم في الدراسة في أي تقارير منشورة.
أهم الاعتبارات ما يلي:
- نوع المواد المستخدمة في بناء قلب الملف
- الشكل الهندسي للملف
- الخصائص الفيزيائية الحيوية للإشارة الناتجة عن الملف.

فيما يتعلق بتركيب الملف، قد تكون المادة المكونة لقلب الملف إما مادة خاملة مغناطيسياً (أي ما يسمى بالتصميم ذو القلب الهوائي)، أومادة صلبة مغناطيسية نشطة (أي ما يسمى بالتصميم ذو القلب الصلب). يؤدي تصميم الملف ذو القلب الصلب إلى تحويل أكثر كفاءة للطاقة الكهربائية إلى مجال مغناطيسي، مع انخفاض كبير في كمية الطاقة المتشتتة كحرارة، وبالتالي يمكن تشغيلها في دورات عمل أكثر قوة يتم فرضها في كثير من الأحيان في بروتوكولات علاجية، دون أن يحدث انقطاع للعلاج بسبب تراكم الحرارة، أو استخدام ملحق لتبريد الملف أثناء التشغيل. إن تنوع الشكل الهندسي للملف قد يؤدي أيضًا إلى اختلافات في الشكل والمظهر وعمق اختراق المجال المغناطيسي للقشرة المخية. قد تؤدي الاختلافات في مادة الملف وكذلك التشغيل الإلكتروني لمصدر طاقة الملف إلى اختلافات في الخصائص الفيزيائية الحيوية للإشارة المغناطيسية الناتجة (على سبيل المثال، عرض أو مدة المجال المغنطيسي). يجب أخذ كل هذه الخصائص بعين الاعتبار عند مقارنة النتائج التي تم الحصول عليها من دراسات مختلفة، بما فس ذلك السلامة والفعالية.
يوجد عددة أنواع مختلفة من الملفات، كل منها ينتج أنماطًا مغناطيسية مختلفة. وهذه بعض الأمثلة:
- ملف مستدير: النوع النموذجي لملفات TMS
- ملف على شكل ثمانية (أي ملف): ينتج عنه نمط أكثر تركيزاً للتحفيز
- ملف مزدوج المخروط: يتناسب مع شكل الرأس، مفيد للتحفيز العميق
- ملف رباعي الأوراق: للتحفيز البؤري للأعصاب الطرفية[57]
- ملف-H: للتحفيز المغناطيسي العميق عبر الجمجمة

إن اختلاف تصميم شكل ملفات TMS تسمح باختراق أعمق للدماغ يصل إلى 1.5 - 2.5 سم. يمكن لملف التاج الدائري، وملفات H-core، والملفات مزدوجة المخروط، والاختلافات التجريبية الأخرى أن تحفز أن تحفز أو تثبط الخلايا العصبية في الدماغ بما في ذلك تنشيط الخلايا العصبية الحركية للمخيخ، والساقين، وقاع الحوض. وبالرغم من قدرة هذه الملفات على اختراق أعمق في الدماغ، إلا أنها أقل قدرة على إنتاج استجابة مركزة وموضوعية ولذلك هي غير بؤرية.

## تاريخ
قام لويجي جلفاني بأبحاث رائدة حول تأثيرات الكهرباء على الجسم في أواخر القرن الثامن عشر، ووضع الأسس لمجال الفيزيولوجيا الكهربتئية. في القرن التاسع عشر، اكتشف مايكل فاراداي أن التيار الكهربائي له حقل مغناطيسي، وأن تغير أحدهما يؤدي إلى تغير الآخر. بدأ العمل على التحفيز المباشر للدماغ البشري بالكهرباء في أواخر القرن التاسع عشر، وبحلول الثلاثينيات من القرن العشرين، طور الطبيبان الإيطاليان Cerletti و Bini المعالجة بالتخليج الكهربائي. أصبح العلاج بالتخليج الكهربائي يستخدم على نطاق واسع لعلاج الأمراض النفسية وأصبح هناك افراط في استخدامه حيث أصبح ينظر إليه على أنه «دواء نفسي شامل»، وبدأت ثورة ضده السبعينات. في ذلك الوقت، بدأ أنتوني باركر استكشاف استخدام الحقول المغناطيسية لتغيير الإشارة الكهربائية في الدماغ، وتم تطوير أول أجهزة TMS مستقرة حول عام 1985. كانت في الأصل مخصصة كأجهزة تشخيصية وبحثية، وفي وقت لاحق تم استكشاف الاستخدامات العلاجية. تمت الموافقة الأولى على أجهزة TMS من قبل إدارة الدواء والغذاء الأمريكية في أكتوبر 2008.

## أبحاث
إن بحوث TMS في الدراسات الحيوانية محدودة بسبب موافقة إدارة الدواء والغذاء الأمريكية في وقت مبكر على علاج TMS للاكتئاب المقاوم للعقاقير. وبسبب هذا، لم يكن هناك ملفات محددة للنماذج الحيوانية. وبالتالي، هناك عدد محدود من ملفات TMS التي يمكن استخدامها للدراسات الحيوانية. أظهرت بعض المحاولات تصميمات جديدة لملفات خاصة بالفئران والتي تمتاز بخصائص تحفيز متطورة.
تتضمن مجالات اليحث:
- إعادة تأهيل فقدان القدرة على الكلام أو مايعرف بالحبسة، والإعاقة الحركية بعد السكتة الدماغية،[4][7][11][12][62]
- تهيؤات سماع الضوضاء (طنين)، [4][63]
- اضطرابات القلق، [4] بما في ذلك اضطرابات الهلع[4] والوسواس القهري.[64] الأبحاث التي تستهدف القشرة الجبهية الحجاجية والقِشْرَةُ الحَرَكِيَّةُ الإِضافِيَّة هي الأبحاث الواعدة لعلاج الوسواس القهوي.[65] كانت البروتوكولات القديمة التي استهدفت القشرة الظهرية أمام الفص الجبهي أقل نجاحاً في علاج الوسواس القهري.[66]
- التصلب الجانبي الضموري،[4][67]
- التصلب المتعدد،[4]
- الصرع،[4][68]
- مرض الزهايمر،[4]
- مرض باركنسون،[69]
- الفصام،[4][6]
- تعاطي المخدرات،[4] الإدمان، [4][70] واضطراب ما بعد الصدمة.[4]
- التوحد[71]
- الموت الدماغي، والغيبوبة، وغيرها من الحالات الإنباتية المستديمة.[4]
- التواصل الوظيفي بين المخيخ ومناطق أخرى من الدماغ[72]
- الإصابات الرضحية في الدماغ[73]
- السكتة الدماغية[73]

### دراسة بالتعمية
من الصعب إنشاء شكل زائف مقنع من TMS لاختبار تأثير العلاج الوهمي أثناء التجارب المضبوطة في الأفراد الواعين، وذلك بسبب ألم الرقبة، والصداع، والوخز في فروة الرأس أو الوجه العلوي المصاحبة لهذا التدخل العلاجي. يمكن أن يؤثر التلاعب في TMS الزائف على تحلل الجلوكوز الدماغي والجهد الكهربي الحركي المستثار، مما قد يربك النتائج. تتفاقم هذه المشكلة عند استخدام معايير ذاتية للتطوير. ترتبط الاستجابة لهذا العلاج الوهمي في تجارب rTMS المستخدمة في الاكتئاب الشديد بشكل عكسي مع العلاج، وتختلف هذه العلاقة بين الدراسات ويمكن أن تؤثر على النتائج.
وجدت مراجعة أجريت في عام 2011 أن 13.5٪ فقط من 96 دراسة عشوائية مضبوطة في استخدام rTMS على القشرة أمام الجبهية الظهرانية الوحشية أن هناك نجاح في التجربة العمياء، وأنه في تلك الدراسات، كان الناس في مجموعات rTMS الحقيقية أكثر احتمالا بشكل كبير أن يفكروا في أنهم تلقوا TMS حقيقي، مقارنة مع هؤلاء في مجموعات rTMS الزائف. اعتمادًا على سؤال البحث الذي تم طرحه والتصميم التجريبي، فإن مطابقة الشعور بعدم الارتياح مع rTMS للتمييز بين التأثيرات الحقيقية والعلاج الوهمي يمكن أن يكون مشكلة مهمة وصعبة.